# Jun'yō Maru

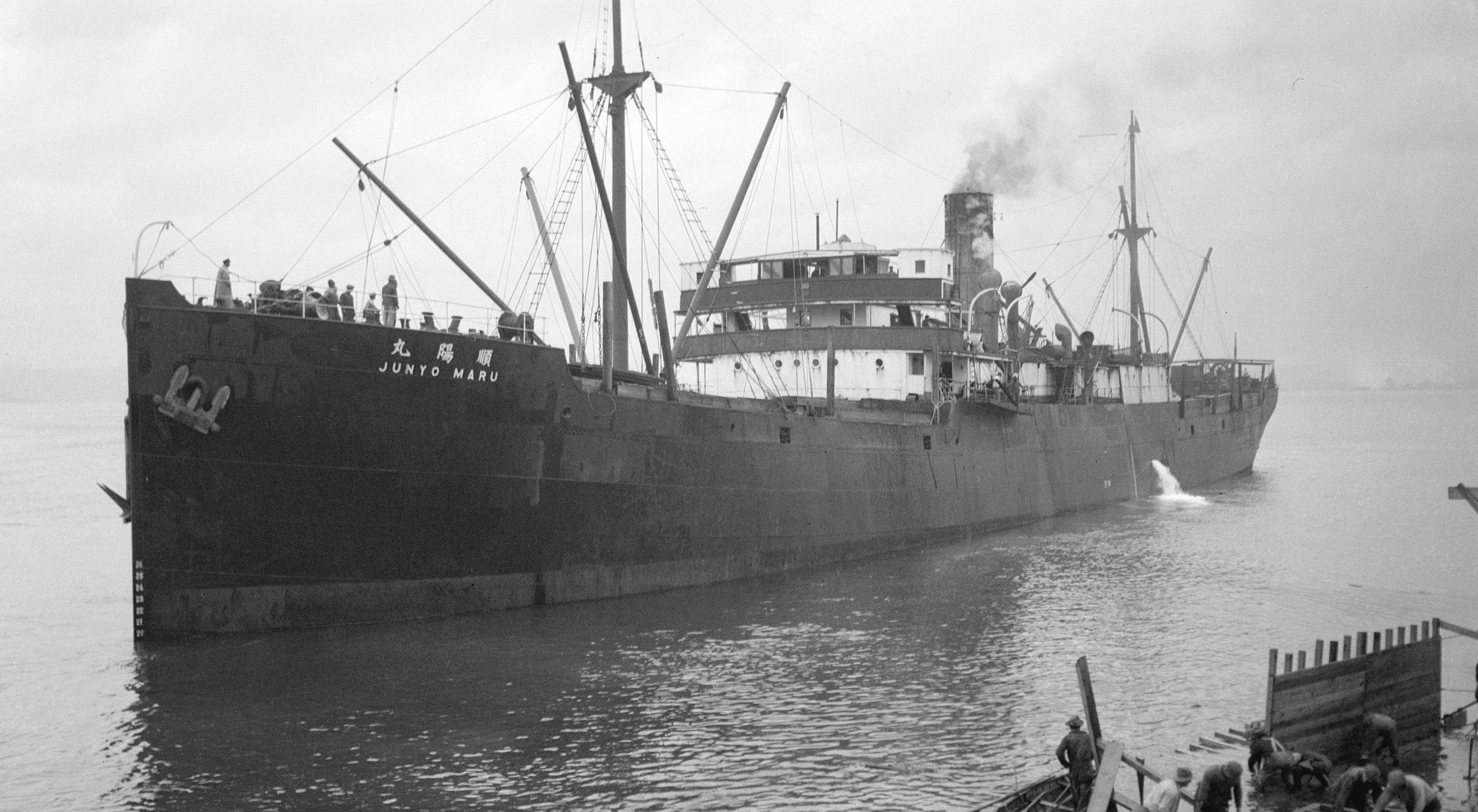
Le Jun'yō Maru en mars 1933.

Le Jun'yō Maru était un cargo japonais (un des hell ships japonais). Il a été coulé par le sous-marin britannique HMS Tradewind le 18 septembre 1944, ce qui occasionna la perte de plus de cinq mille cinq cents vies, soit l'une des plus grandes catastrophes maritimes de l'Histoire.

## Le bateau
Ce bateau a été construit en 1913 par la Compagnie Robert Duncan à Glasgow. Il déplaçait 5 065 tonnes, avait 405 pieds (123 mètres) de long, 53 pieds (16 mètres) de largeur et 27,2 pieds (8,3 mètres) de profondeur. Ses moteurs avaient une puissance de 475 chevaux-vapeur. Afin de transporter des prisonniers de guerre, il fut aménagé avec des ponts supplémentaires construits en bambou subdivisés en cages du même matériau. L'espace en pontée fut aussi utilisé pour les prisonniers.
Au moment de l'attaque et du naufrage, le 18 septembre 1944, par le HMS Tradewind, le Jun'yō Maru embarquait 1 377 Néerlandais, 64 Britanniques et Australiens, et 8 Américains  prisonniers de guerre accompagnés de 4 200 travailleurs forcés javanais destinés à travailler sur les lignes de chemin de fer posées entre Pekanbaru et Muaro (Sumatra).
Le naufrage fit 5 620 morts, et demeura le plus grand désastre maritime de l'histoire pendant quatre mois, jusqu'au naufrage du paquebot allemand Wilhelm Gustloff, le 30 janvier 1945, qui fit encore plus de victimes,. Seuls 723 passagers du Jun'yō Maru furent secourus, pour finalement travailler dans des conditions similaires à ceux des chemins de fer birmans où la mort était une banalité quotidienne.